# Greg Meghoo
Gregory « Greg » Meghoo (né le 11 août 1965 à Ewarton) est un athlète jamaïcain naturalisé américain après la fin de sa carrière spécialiste du 100 mètres et dans les relais. 

## Carrière

### Palmarès
| Date | Compétition                              | Lieu                       | Résultat | Performance |
| ---- | ---------------------------------------- | -------------------------- | -------- | ----------- |
| 1984 | Jeux olympiques d'été                    | Los Angeles                | 2e       | 38 s 62     |
| 1986 | Jeux d'Amérique centrale et des Caraïbes | Santiago de los Caballeros | 2e       | 38 s 96     |
| 1988 | Jeux olympiques d'été                    | Séoul                      | 4e       | 38 s 47     |

### Records
| Épreuve    | Performance | Lieu | Date |
| ---------- | ----------- | ---- | ---- |
| 100 mètres | 10 s 35     |      | 1986 |